# Internal Revenue Code
L’Internal Revenue Code (IRC) est la principale composante du code fédéral des impôts des États-Unis. Il est structuré autour de thèmes comprenant l’impôt fédéral sur le revenu, les taxes sur les traitements et salaires, l’impôt sur les donations, la taxe foncière et les taux des droits d’accise. Il correspond à l’article 26 du Code des États-Unis.
L’Internal Revenue Service (IRS), rattaché au département du Trésor des États-Unis, est l’autorité fiscale fédérale des États-Unis chargée de l’administration de l’IRC.